# La 317e Section (roman)
La 317e Section est un roman de Pierre Schoendoerffer paru en 1963. L'auteur a adapté son roman en 1965 dans son film La 317e Section.

## Résumé
Le roman relate le repli de la 317e section les jours précédant la chute de Dien Bien Phu. Le chef de section, jeune sous-lieutenant fraîchement sorti de Saint-Cyr, peut s'appuyer sur l'expérience de son adjoint, l'adjudant Willsdorff, vétéran de la seconde guerre mondiale. L'inexpérience et les idéaux du jeune officier se trouvent confrontés à la réalité et au pragmatisme de l'adjudant. Un profond respect finira par naître entre les deux soldats, l'adjudant finissant par confesser : « Je sais bien, quand on est chef de section, les pertes, ce sont les copains. Mais quand même, vous avez tort. Vous faites une connerie… Eh merde ! Je suis content que vous l'ayez faite et je suis content d'être avec vous pour ça. »

## Éditions
- Pierre Schoendoerffer, La 317e Section, Paris, Robert Laffont, 2004, 230 p. (ISBN 2-221-10233-9)